# Ивановка (Новокузнецкий район)
Ивановка — посёлок в Новокузнецком районе Кемеровской области. Входит в состав Загорского сельского поселения.

## География
Центральная часть населённого пункта расположена на высоте 228 метров над уровнем моря.

## Население
По данным Всероссийской переписи населения 2010 года, в посёлке Ивановка проживает 2 женщины.